# Tritónova kašna (Praha)
Tritónova kašna je kamenná barokní kašna v nádvoří Clam-Gallasova paláce čp. 158̠/I v Husově ulici 20 Praze na Starém Městě. Je vložena do edikuly v ohradní zdi nádvoří, v ose z-v vstupního průjezdu paláce a dobře viditelná od vstupních vrat. Kašna je od 3. května 1958 součástí chráněné kulturní památky Clam-Gallasův palác.

## Historie
Kašnu si objednali hrabě Filip Josef Gallas a jeho manželka Marie Anna Gallasová, rozená z Colonnová z Felsu, v rámci celkové objednávky sochařské výzdoby paláce, z níž byly realizovány dvě čtveřice gigantických soch Héraklů ve funkci atlantů na portály dvou vchodů do paláce z Husovy ulice, 13 soch řeckých bohů a bohyň a vázy s amoretty na atiku paláce, sochy světlonošů a váz na schodiště paláce a několik reliéfů (6 Héraklových činů na soklech portálů pod atlanty, medailony s poprsími římských císařů v supraportách portálů na schodišti), všechny sochy byly tesány z východočeského pískovce v dílně Matyáše Bernarda Brauna, sochy antických bohů včetně Tritóna byly vázány objednávkou a dodány v letech 1714–1716.
Kašna měla původně větší nádrž na vodu. Po roce 1780 byla její mísa zploštěna a opatřena kamenným klasicistním soklem s kanelurami a nápisovým štítkem (nyní prázdným). Pravděpodobně i roura na vodu byla zmenšena. V téže době byla kašna ohrazena tepanou železnou mříží, která nes pod zlacenou hraběcí korunkou iniciály CCG objednavatelova synovce Christiana Clam-Gallase. Tak se rozšířila komunikace pro kočáry, které se v koutě obtížně otáčely do průjezdu na druhé nádvoří a do kočárovny. Dopravní provoz zesílil během pořádání plesů, koncertů, divadla a výstav výtvarného umění.
Při celkové rekonstrukci Clam-Gallasova paláce, která proběhla v letech 2019-2022, byly sochy, reliéfy, plastické články architektury i fasády natřeny jednotným šedým nátěrem, takže zanikla původní šedohnědá barva pískovce. Dále byly do dlažby před kašnu umístěny LED lampy pro slavnostní osvětlení.

## Popis
Kašna má architektonický charakter, je vložena do mělké edikuly s reliéfem mušle v záklenku, flankované dvojicí toskánských sloupů, nesoucích římsu se stříškou, krytou prejzy. Na soklu nad nádrží je vytesána trojrozměrná socha antického boha Tritóna v nadživotním měřítku. Tritón je zobrazen jako starý muž atletické postavy, šroubovitě se otáčející na skalisku, v mírném předklonu a sklánějící v obou pažích dolů obrovskou lasturu, ze které úzkou rourkou vytéká drobný pramen vody. Na rozdíl od většiny barokních kašen tohoto námětu (například Tritónovy kašny v Římě nebo v Dobříši) není Tritón zobrazen s rybím tělem a ocasem.
Socha pochází z Braunova vrcholného tvůrčího období, kdy vedl početnou kamenickou dílnu, ale osobně do konečné podoby figurálních plastik zasahoval mistrovskými detaily.

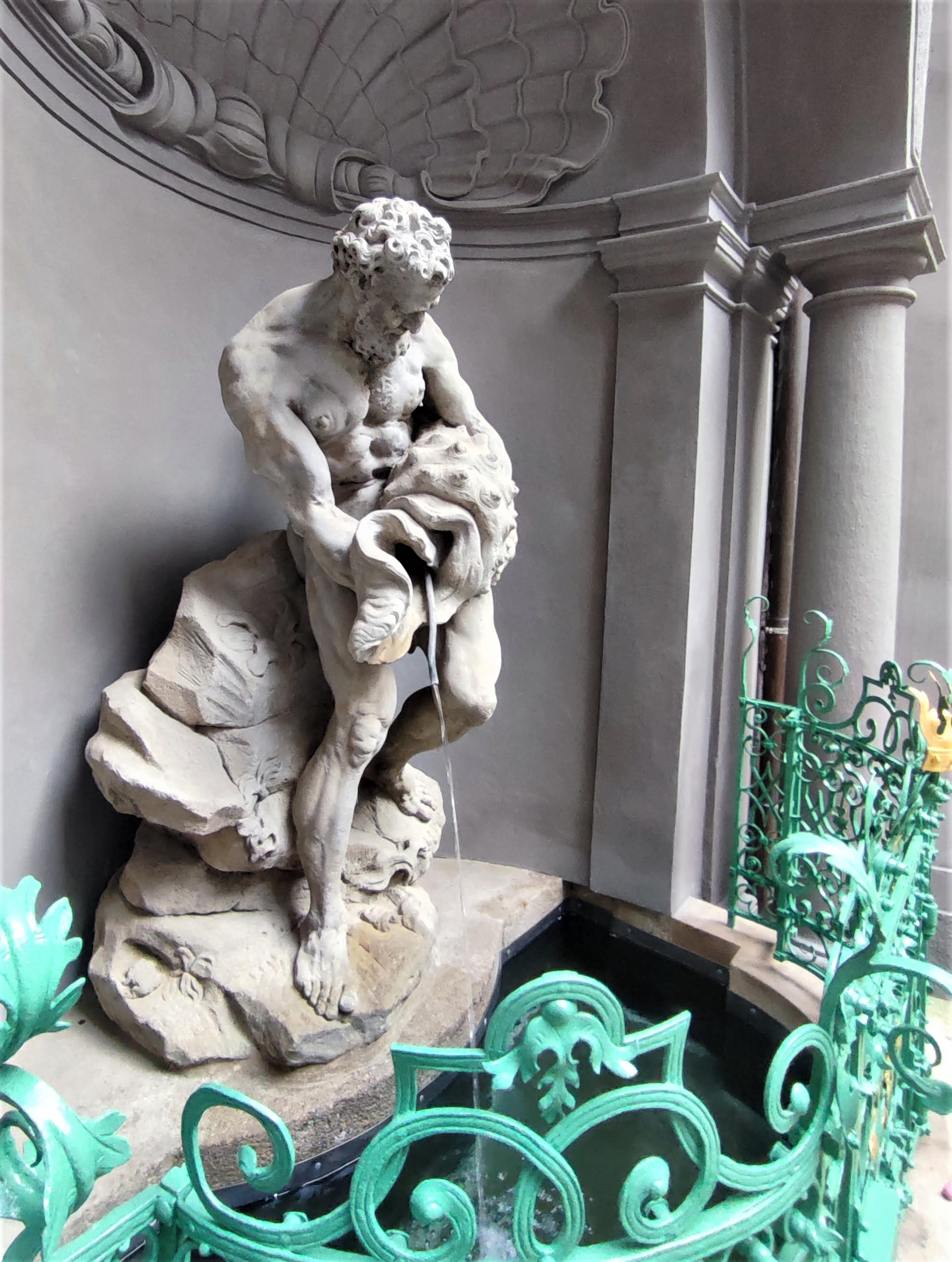
Socha Tritóna zleva
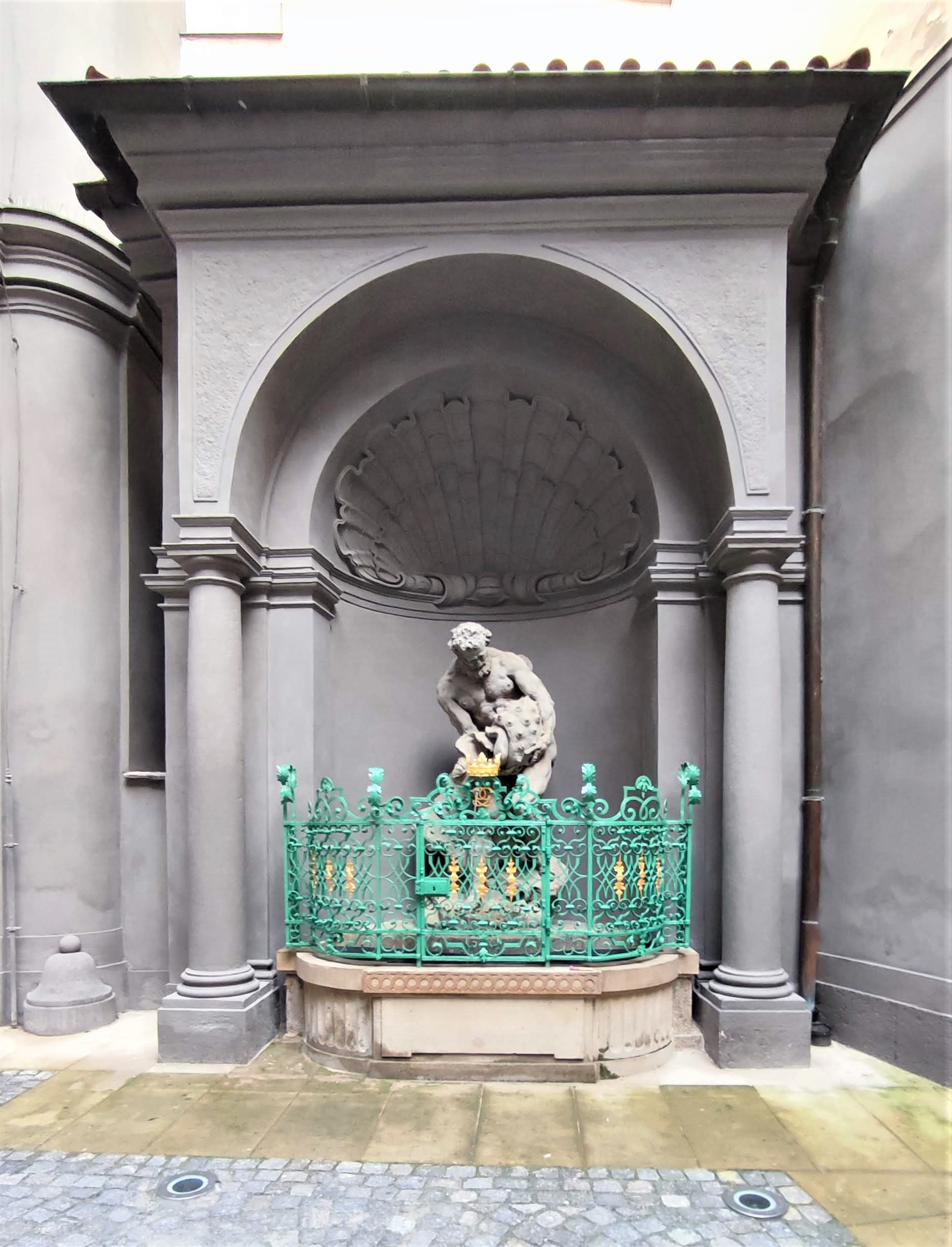
Kašna po restaurování
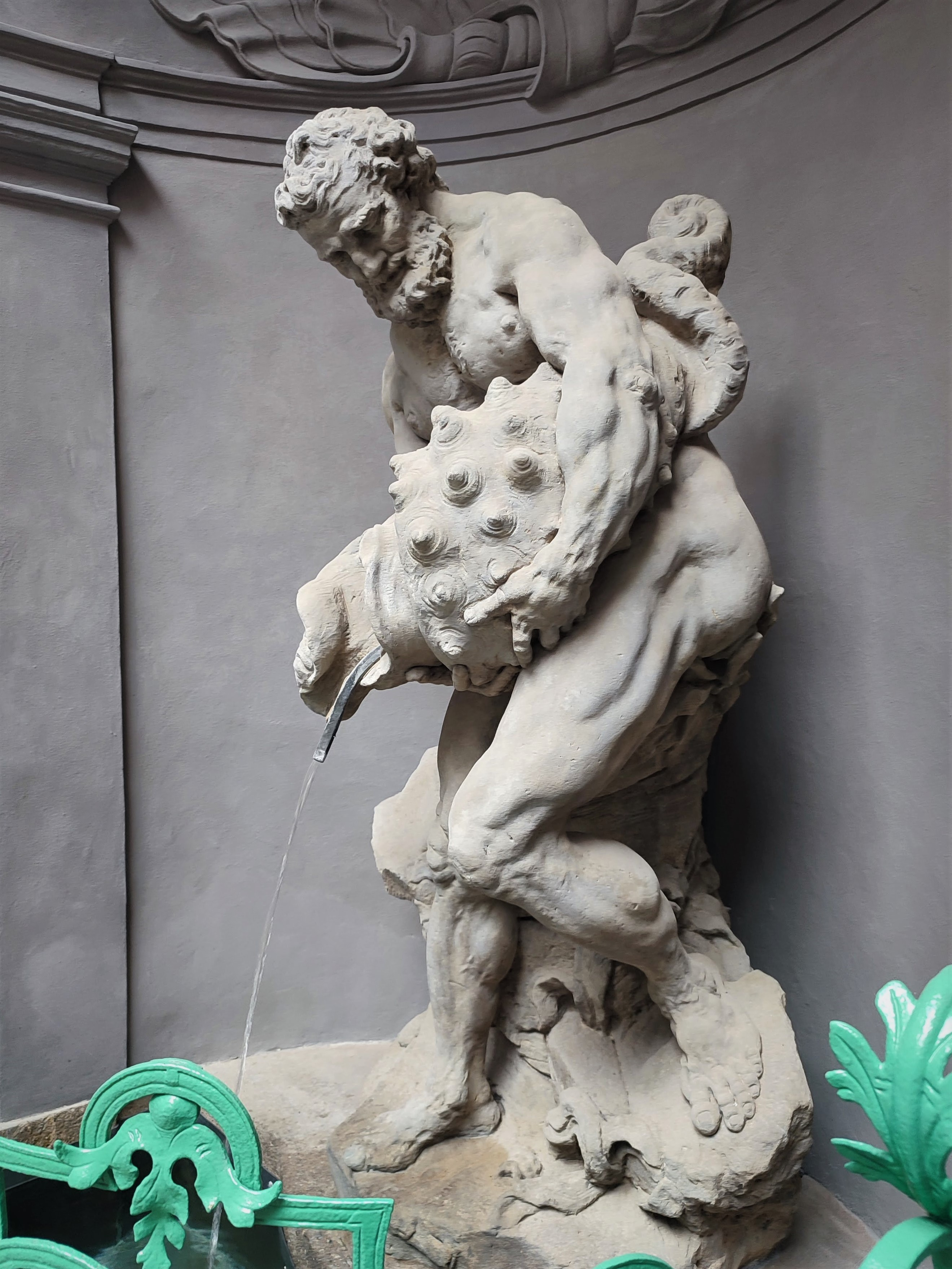
Socha Tritóna zprava